# Palaístra
Palaístra (Palaistra, Boresnitsa) är en ort i Grekland.   Den ligger i prefekturen Nomós Florínis och regionen Västra Makedonien, i den norra delen av landet, 400 km nordväst om huvudstaden Aten. Palaístra ligger 616 meter över havet och antalet invånare är 289.
Terrängen runt Palaístra är platt åt nordväst, men åt sydost är den kuperad.Runt Palaístra är det ganska glesbefolkat, med 25 invånare per kvadratkilometer. Närmaste större samhälle är Florina, 9,3 km väster om Palaístra. Trakten runt Palaístra består till största delen av jordbruksmark.